# Zackarias Anthelius park
Zackarias Anthelius park (tidigare Kanalparken, eller i folkmun även Mälarbroparken) är en park i Södertälje i Södermanland och Stockholms län. Parken ramas in av Mälarbron, Södertälje kanal och Sankt Ansgars kyrka.

## Bakgrund
I samband med projekteringen av Sankt Ansgars kyrka skymdes den av en kulle som då fanns på platsen. Stadens parkavdelning projekterade då en sänkning av marknivån och anläggande av parken.
Namnet Kanalparken finns belagt sedan renoveringen av platsen på 1970-talet. 2014 döptes parken om efter Zackarias Anthelius. Han blev borgmästare i Södertälje 23 maj 1623, men avrättades 11 september 1624 på grund av sin katolska tro.
Parken innehåller en Ornäsbjörk som är Sveriges riksträd och finns över hela landet för att jämföra knoppsprickningen. I parken finns artrika perennplanteringar, och utsikt över kanalen.
Renoveringar av platsen har skett på 1970-talet och 2013. Vid renoveringen 2013 togs en del av häcken mot vattnet bort och en trappa med steg anpassat för besökare som vill sitta och med utsikt mot kanalen byggdes. Nya blommor och träd planterades också.

## Skulptur
I parken finns statyn Mor och barn av Ivar Johnsson. Skulpturen invigdes i oktober 1957 och placerades då i Lagmansparken invid kanalen. Den flyttades sedan till en plats vid Birkavägen i stadsdelen Grusåsen i samband med byggnationen av Mälarbron, stod därefter magasinerad en tid, men kom sedan att flyttas till Zackarias Anthelius park.

## Bildgalleri

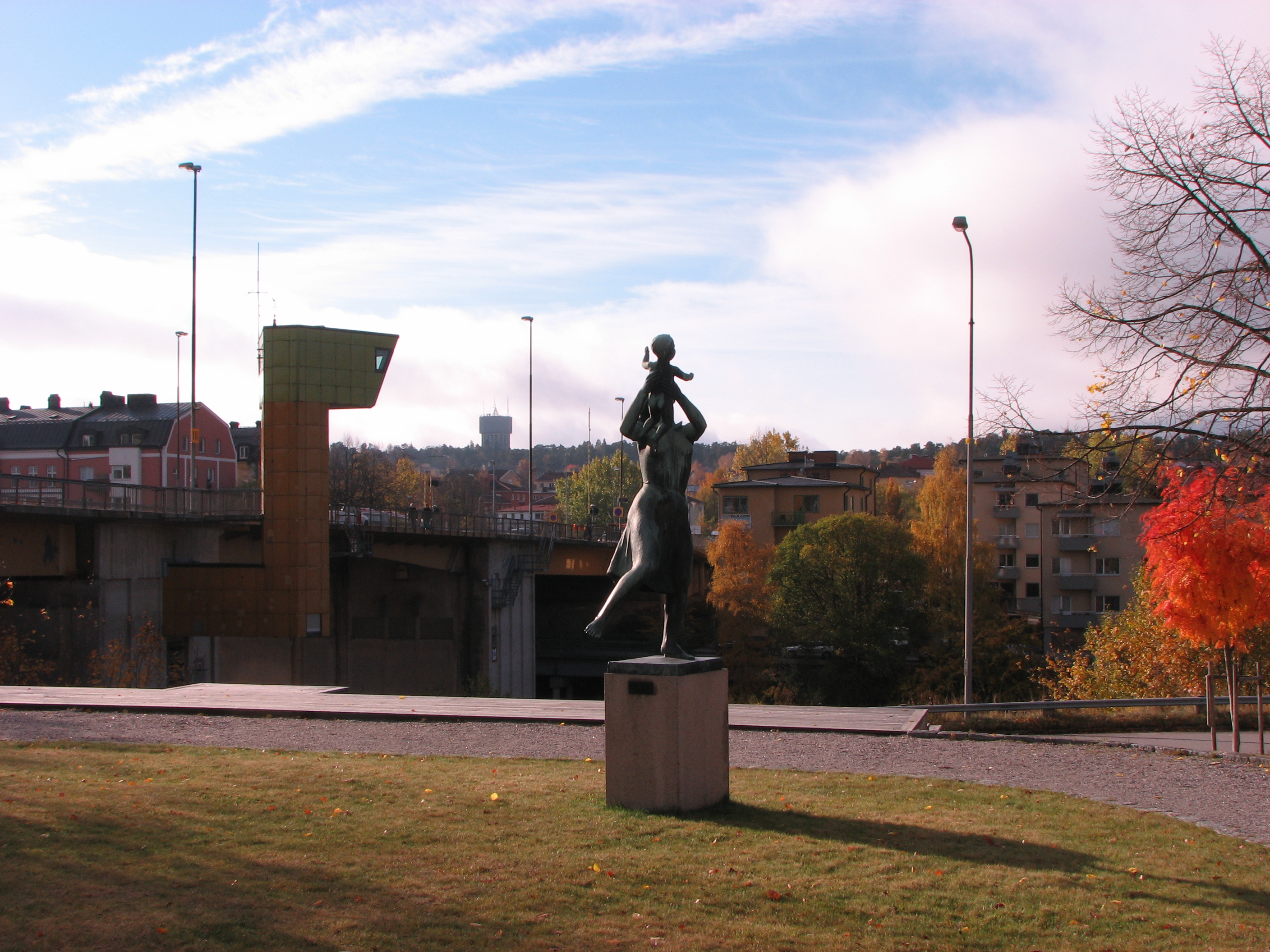
Parken mot Mälarbron
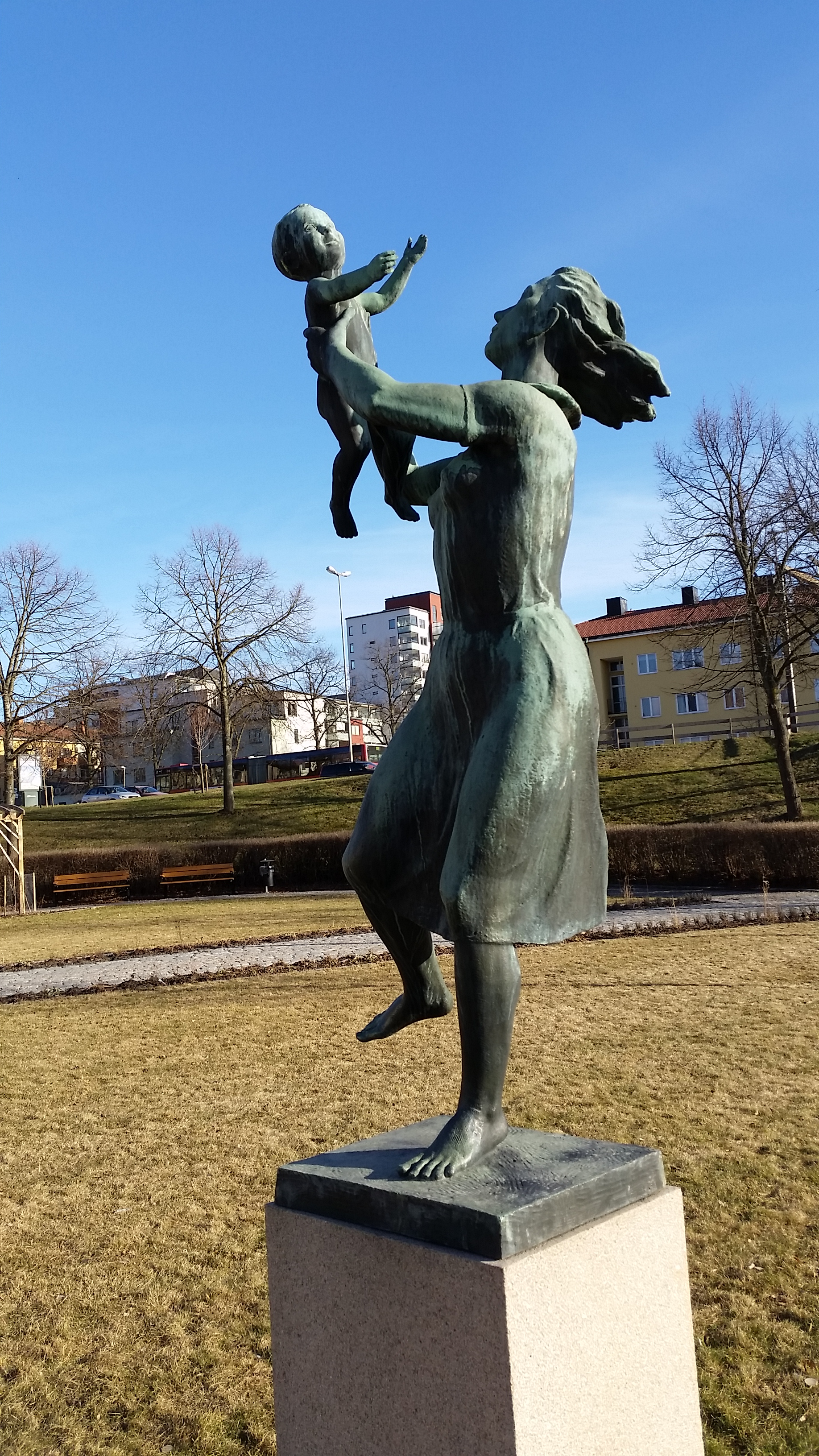
Mor och barn av Ivar Johnsson
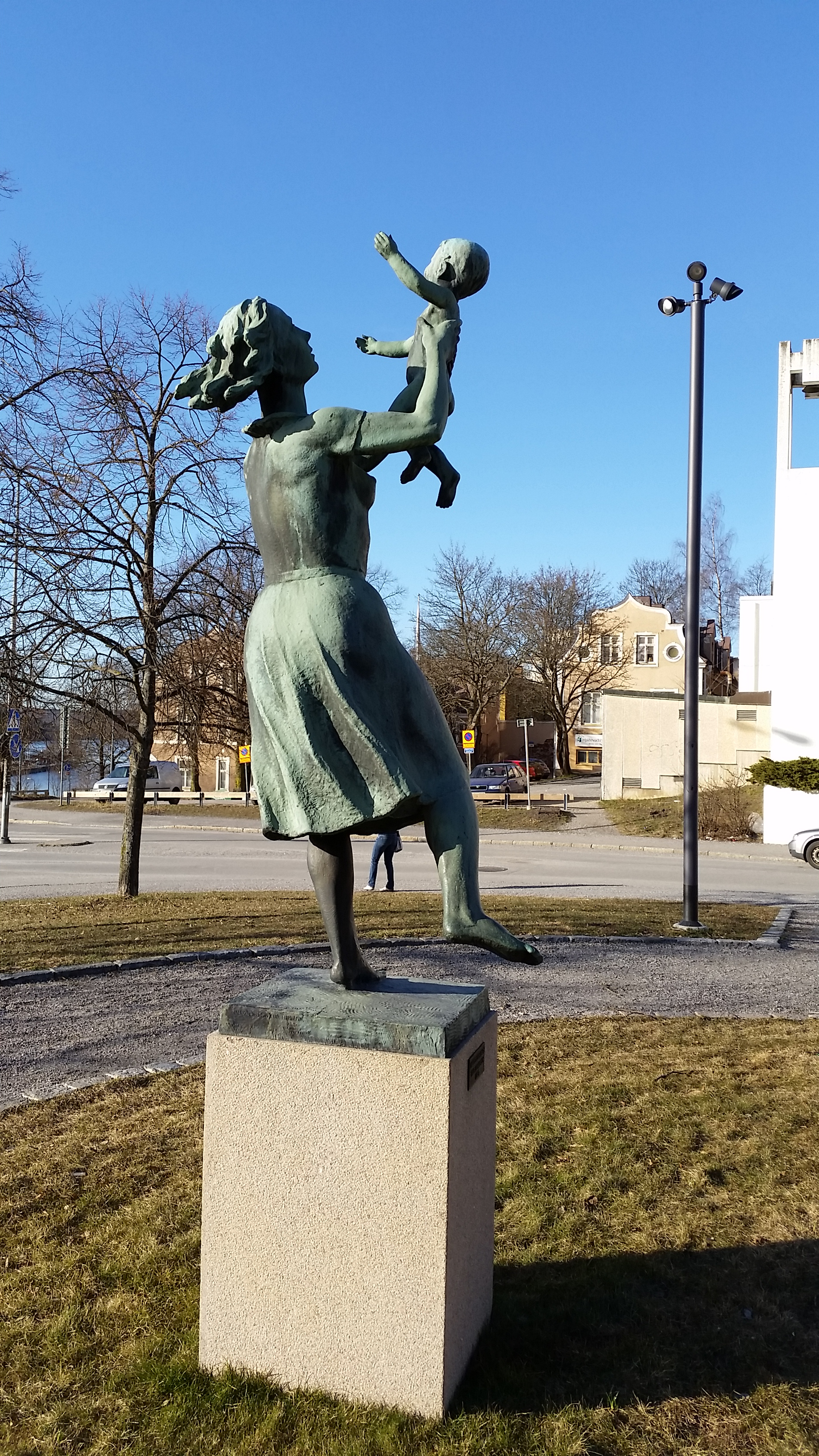
Mor och barn av Ivar Johnsson
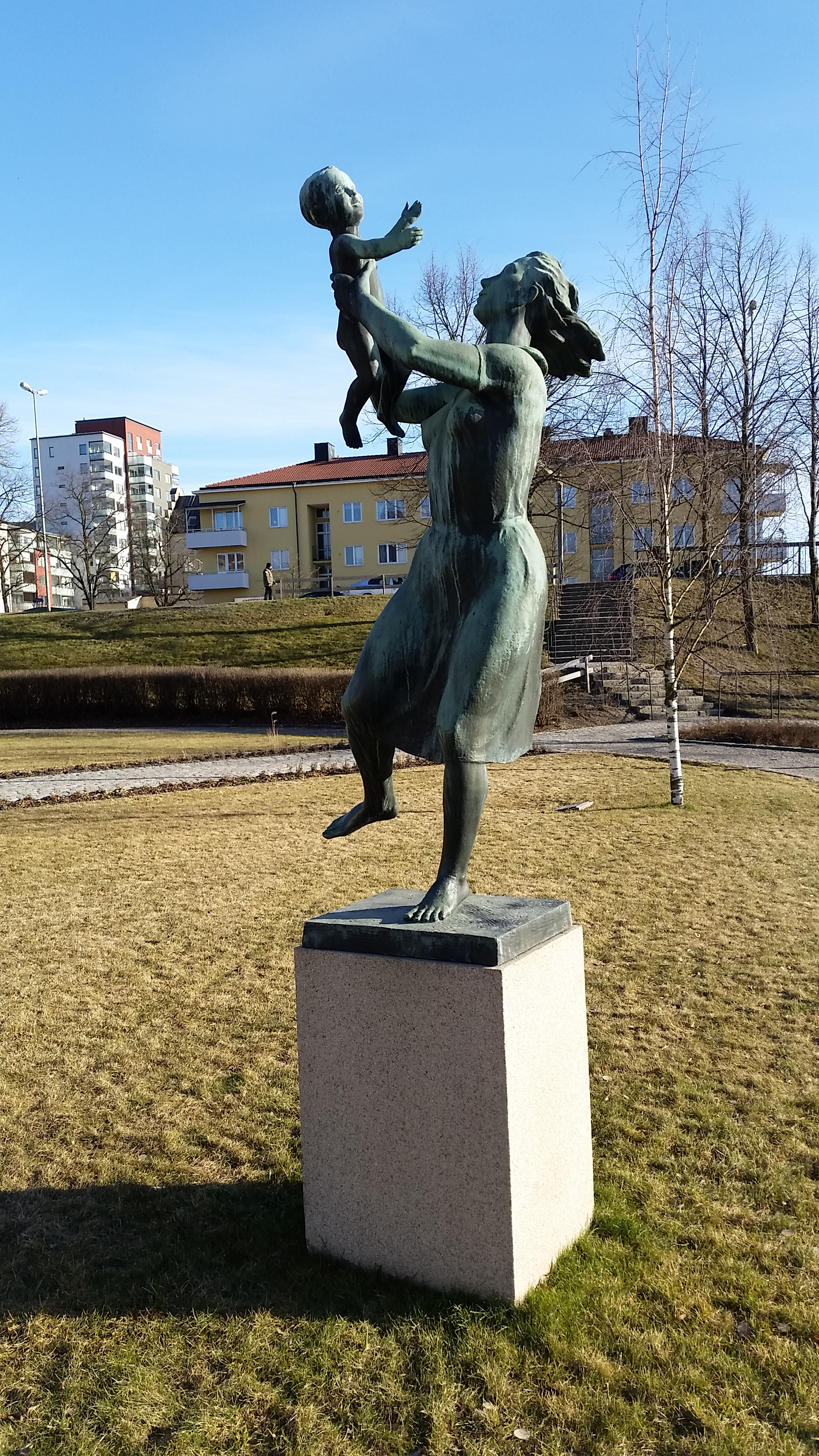
Mor och barn av Ivar Johnsson